# Nauort
Nauort – miejscowość i gmina w Niemczech, w kraju związkowym Nadrenia-Palatynat, w powiecie Westerwald, wchodzi w skład gminy związkowej Ransbach-Baumbach.

## Współpraca
- Condette, Francja
- Oundle, Wielka Brytania